# Esther Stek
Esther Katrina Stek (Den Helder, 31 januari 1968) is een Nederlands voormalig bowlster.

## Loopbaan
In 1984 werd ze uitgeroepen tot Bowlster van het jaar bij de aspiranten. Beste prestaties tijdens haar loopbaan waren Nederlands kampioen All Events in 1984 en Europees kampioen met het Nederlands team, met daarin Annemiek van den Boogaart, tijdens de European Team Cup Barcelona in 1988.
Ze stopte met bowlen in 1990. In 2011 is ze weer begonnen bij de Eindhovense Bowling Vereniging. In 2015 behaalde ze brons met het Eindhovense stedenteam bij de Stedenontmoeting 2015 van de Nederlandse Bowling Federatie. In 2020 is ze definitief gestopt met bowlen.
Ze is gehuwd en heeft drie kinderen.

## Toernooien
| jaar | toernooi                               | plaats                          |
| ---- | -------------------------------------- | ------------------------------- |
| 1983 | toernooi Vlaardingen                   | zilver (dubbel)                 |
| 1983 | jeugdinterland Bremerhaven             | zilver (trio)                   |
| 1984 | jeugdtoernooi Assen                    | goud (individueel)              |
| 1984 | Nederlands kampioenschap All Events    | goud (individueel)              |
| 1984 | Europese jeugdkampioenschappen         | zilver (team)                   |
| 1988 | Knijn Internationalstoernooi Amsterdam | eerste plaats individueel dames |
| 1988 | Europese kampioenschappen              | goud (team)                     |
| 1989 | Nederlands stedenkampioenschap         | goud (team)                     |
| 1989 | Bronzen Schietspoel toernooi Tilburg   | eerste plaats individueel dames |
| 1989 | Europese kampioenschappen              | zilver (team)                   |
| 2015 | Stedenontmoeting NBF                   | brons (team)                    |